# Terenure
Terenure is een plaats in het Ierse graafschap County Dublin. De plaats telt ongeveer 20.000 inwoners.